# Определение остроты зрения
Острота зрения — способность глаза раздельно воспринимать две точки, расположенные друг от друга на минимальном условном расстоянии.

## Методы определения
Субъективные
В государствах Содружества Независимых Государств (СНГ) острота зрения измеряется долями единицы: 1,0 — нормальное зрение, 0,9, 0,8 … 0,1 — определяется количеством строк начиная с верхней по таблице Сивцева или Головина с расстояния пять метров (0,1 если глаз видит только верхний ряд; 0,2 — если виден нижний ряд; нормальное зрение (1,0) — когда человек видит каждым глазом с расстояния пять метров десятую строку). Исследования проводят для каждого глаза отдельно: сначала определяют остроту зрения одного, затем другого глаза.
При исследовании остроты зрения с другого расстояния (меньше 0,1 — если человек с пяти метров не распознает знаки верхнего ряда), проверяемого приближают к таблице и через каждые 0,5 метра спрашивают, пока он не назовёт правильно знаки верхнего ряда. Величина рассчитывается по формуле: V = d / D, где:
- V — острота зрения;
- d — расстояние, с которого проводится исследование;
- D — расстояние, на котором нормальный глаз видит данный ряд.

Для определения остроты зрения меньше 0,1 с расстояния пяти метров лучше использовать оптотипы Поляка. Для определения остроты зрения у детей используется таблица Орловой.
Расстояние пять метров выбрано в силу того, что при эмметропии точка ясного видения находится как бы в бесконечности. Принято считать, что для человеческого глаза бесконечность начинается на расстоянии от пяти метров: при расположении предмета не ближе пяти метров на сетчатке глаза с эмметропией собираются параллельные лучи.
В англоязычных странах остроту зрения, как правило, определяют по таблице Снеллена и обычно обозначают простой дробью: в числителе стоит расстояние, с которого проводят исследование (обычно 20 футов, или 6 метров), а в знаменателе — расстояние, с которого эмметропический глаз видит знак, правильно прочитанный исследуемым (20/20 — эквивалентно 1,0; 20/200 ~ 0,1).
Одновременно с определением остроты зрения без коррекции рефракции глаза обычно определяются также острота зрения при максимально возможной коррекции (при эмметропии два значения совпадают). Максимально возможная коррекция — это минимальная величина оптической силы корректирующей линзы (рассеивающей — для людей, страдающих близорукостью; собирающей лучи — для дальнозоркости), обеспечивающая максимальное качество зрения. Субъективным методом её определяют подбором линз, по таблицам для зрения вдаль, постепенно наращивая оптическую силу коррекции, при этом для близорукой рефракции, пока увеличение диоптрий не перестанет давать прирост в остроте зрения, а для дальнозоркой рефракции — пока острота зрения вдаль не начнёт падать.
Объективные
К объективным методам диагностики относят рефрактометрию глаза (измерение рефракции при помощи специальных приборов — рефрактометров) и скиаскопию (наблюдение за перемещением светового пятна в освещенном зрачке при вращении офтальмоскопического зеркала). С помощью этих методов можно определить рефракцию независимо от показаний больного, что очень важно при проведении экспертизы или исследовании очень маленьких детей.
Запись в медицинских документах при близорукости (миопии) имеет вид:
- OD[1] 0,4 (правый глаз видит четыре строки сверху) | −1,75 D (сила корректирующей рассеивающей линзы, с который человек видит правым глазом десятую сверху строку);
- OS[2] 0,4 | −1,75 D.

Если значения для каждого глаза совпадают, то пишут: OU 0,4 | −1,75 D.
В зависимости от значения коррекции зрения выделяют три степени миопии:
- 1-я степень — слабая — до −3 D;
- 2-я степень — средняя — −3 D…−6 D;
- 3-я степень — высокая — свыше −6 D.

Запись в медицинских документах при дальнозоркости (гиперметропии) имеет вид:
- OD +1,75 D;
- OS +1,75 D.

В зависимости от значения коррекции зрения выделяют три степени гиперметропии:
- 1-я степень — слабая — до + 2 D
- 2-я степень — средняя — +2 D…+5 D
- 3-я степень — высокая — свыше +5 D.

Для линз очков и контактных линз могут использоваться дольные значения диоптрий, кратные 0,25 (−1,25 D; −1,5 D; −1,75 D или +1,25 D; +1,5 D; +1,75 D и так далее).